# Luke Robinson
Luke Robinson (Auburn, 13 gennaio 1985) è un wrestler statunitense.
Lotta nelle federazioni indipendenti ed è stato un partecipante di Tough Enough 5, dove si è classificato secondo, appena dietro a Andy Leavine che ha vinto la competizione e, di conseguenza, ha guadagnato un contratto con la WWE.

## Carriera

### North Atlantic Wrestling Championship (2006-2011)
Appassionato di wrestling sin da bambino, Robinson e i suoi amici si divertivano, da adolescenti, a fare finta di avere una federazione tutta loro con delle cinture.
Robinson iniziò poi ad allenarsi sul serio sotto la guida di Tony Atlas. Inizialmente, quest'ultimo non volle allenarlo ma quando il padrone della palestra, che era anche cugino di Robinson, parlò della passione del ragazzo per la disciplina, Atlas si convinse e lo allenò duramente.
Nel 2006, Robinson partecipò ad un camping di allenamento della National Wrestling Alliance. Robinson iniziò a lottare come "The Golden Boy" Bobby Robinson. Il 20 aprile 2006, Robinson vinse il suo primo titolo, il North Atlantic Heavyweight Championship, sconfiggendo Sonny Roselli. Siccome Roselli era anche Maine State Champion, Robinson vinse anche quel titolo e fu l'ultimo detentore di quella cintura. Robinson perde il titolo contro Alex Chamberlain il 28 settembre 2006. Il 20 febbraio 2008, Robinson sconfisse Cameron Mathews, vincendo il North Atlantic Television Championship, che perse contro Makua il 23 aprile dello stesso anno.

### WWE Tough Enough (2011)
Nel marzo 2011, Robinson viene annunciato come uno dei quattordici partecipanti alla quinta stagione di Tough Enough. Arrivato in finale, Robinson viene eliminato nella puntata di Raw del 6 giugno dove perde in favore di Andy Leavine, che viene scelto da Steve Austin.

## Vita privata
Robinson è cresciuto a Auburn, in Maine. Studiò alla Edward Little High School dove giocò a calcio, baseball e hockey. Dopo essersi diplomato nel 2003, Robinson si iscrisse all'University of Southern Maine, dove si laureò in economia nel maggio del 2008. Prima di Tough Enough, Robinson ha lavorato come allenatore di palestra.

## Titoli e riconoscimenti
North Atlantic Wrestling Association
- AWA North Atlantic Heavyweight Championship (1)
- AWA North Atlantic Television Championship (1)

National Wrestling Alliance
- NWA On Fire Championship (1)

Pro Wrestling Illustrated
- 449º tra i 500 migliori wrestler singoli nella PWI 500 (2012)